# Ewzoni

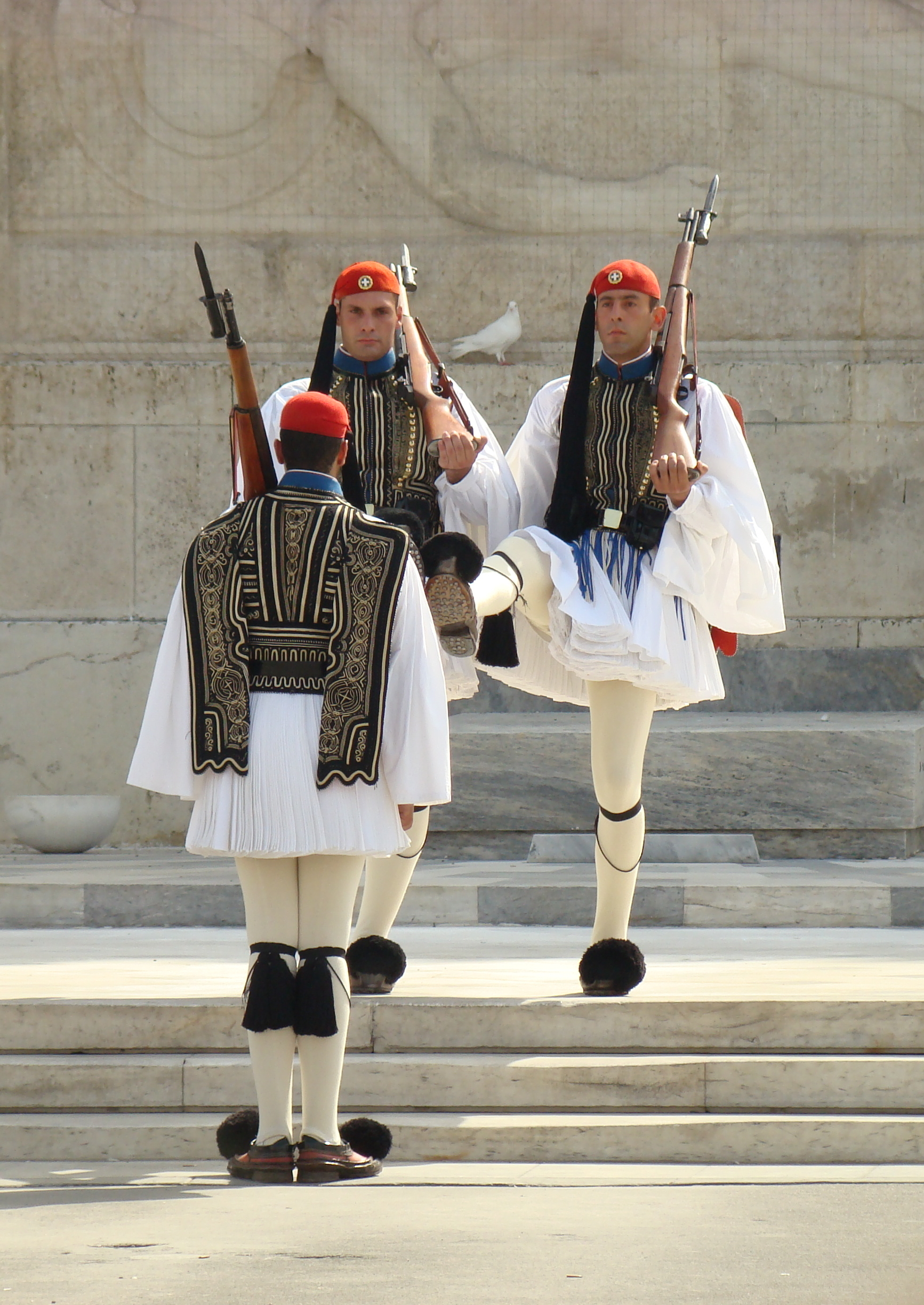
Ewzoni w mundurze galowym, noszonym w niedziele i święta

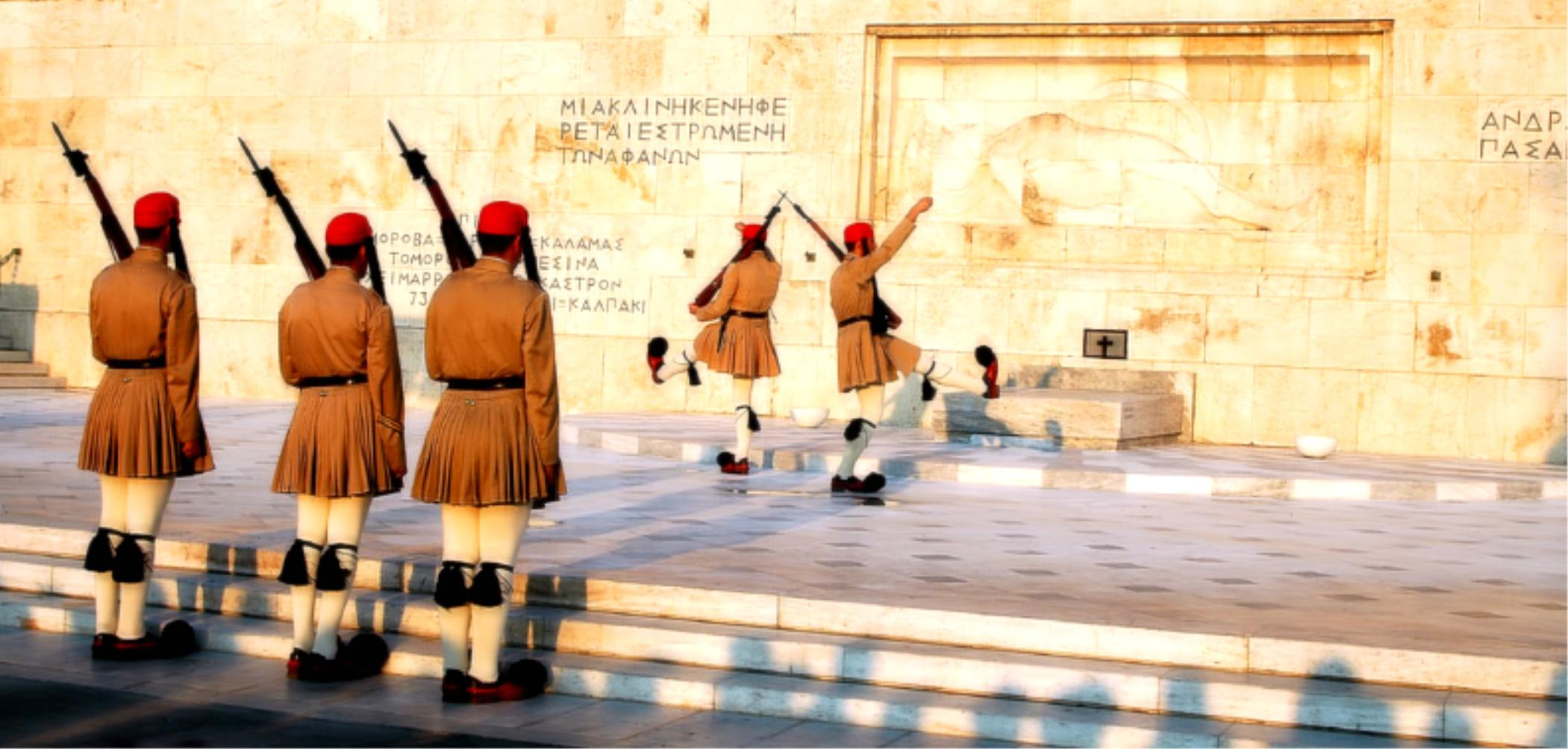
Zmiana warty przy Grobie Nieznanego Żołnierza na placu Sindagma w Atenach

Ewzoni lub evzoni (nw.gr. Εύζωνες, Ευζώνοι, gr. ewzones = piękne pasy) – grecka reprezentacyjna formacja wojskowa.
Najczęściej mianem tym określano oddziały elitarnej piechoty lekkiej albo górskiej. Nazwa ta pierwszy raz pojawiła się w twórczości Homera, który pięknymi pasami nazywał oddziały elitarne.

## Współcześnie
Obecnie ewzonami określa się żołnierzy służących w Gwardii Prezydenckiej. Żołnierze wybrani spośród najprzystojniejszych, rosłych poborowych, pełnią straż honorową przed Grobem Nieznanego Żołnierza na placu Syntagma oraz przed pałacem prezydenckim przy pobliskiej ulicy Irodou Atikou. Podczas pełnienia honorowej straży stoją nieruchomo, a zmiana pozycji przysługuje ewzonowi co pół godziny.
Ewzoni są odpowiednikami angielskich wartowników sprzed Buckingham Palace i podobnie jak w tamtym przypadku, zarówno sami żołnierze, jak i zmiana warty, są atrakcją turystyczną. Ceremonia zmiany warty na placu prowadzona według sztywnych reguł, z musztrą na pograniczu patosu i groteski, odbywa się o pełnych godzinach, przez całą dobę. Kwadrans później zmieniani są gwardziści przed pałacem prezydenckim. W niedziele o godzinie 11:00 ceremonia jest wyjątkowo uroczysta – bierze w niej udział mały pododdział i orkiestra wojskowa.

## Mundury
Jednym z wyróżników ewzonów jest ich tradycyjny strój. Ubrani są w plisowane krótkie spódniczki, tzw. fustanelle zaprasowane w 400 fałd upamiętniających 400 lat niewoli tureckiej. Na głowie noszą czerwone czapki z frędzlami na wzór turecki. Na nogach mają założone białe getry z doczepionymi za kolanami pomponami. Pompony zdobią również caruchi, podkute czerwone trzewiki. Ważnym elementem ich ubioru są szerokie skórzane pasy. Przypominają, że w górach pas symbol męskości, jednocześnie pełnił funkcję schowka na pieniądze, do niego przypinano szablę i za niego wtykano pistolety. Według tradycji fustanelle z wszytymi w nie blachami pełniły niegdyś rolę elastycznego pancerza. Nie krępowały przy tym ruchów w górskim otoczeniu. Taki bojowy ubiór i wyposażenie ważyły wtedy ok. 30 kg.
Raz w roku, 19 maja czyli w dzień pamięci o ludobójstwie Greków pontyjskich, przy Grobie Nieznanego Żołnierza wartę pełnią także ewzoni w strojach pontyjskich.